# Bombardier Guided Light Transit
Il GLT (Guided Light Transit) o TVR (Transport sur Voie Réservée) è un sistema di trasporto a guida parzialmente vincolata su gomma prodotto dalla Bombardier.
La produzione di serie del TVR è stata abbandonata. Il costo, dichiarato dal costruttore, al 2010, per l'acquisto di una serie fuori produzione di 10 veicoli ammonta a circa 5 milioni di euro per veicolo.

## Il sistema
Il sistema GLT è stato in origine sviluppato dalla Brugeoise et Nivelles (BN), al tempo filiale della Bombardier, dopo alcuni prototipi (a partire dal 1985) è stato commercializzato col nome di TVR dalla Bombardier stessa. I veicoli viaggiano su di ruote di gomma e sono guidati da una rotaia sulla quale scorrono due ruotine di guida metalliche per ogni asse.
Linee di TVR sono state costruite solo a Nancy e Caen. Le differenze fra le due città consistono nel fatto che il TVR di Nancy in alcuni tratti viaggia senza rotaia come un normale filobus sempre alimentato da una linea aerea bifilare e trolley, mentre il TVR di Caen ha tutto il percorso vincolato alla rotaia ed è alimentato da una linea aerea tranviaria e pantografo. In entrambi i casi i veicoli raggiungono i depositi a trazione diesel e senza rotaia di guida, per tale motivo i veicoli non possono superare le dimensioni stabilite dal codice della strada (fra cui 25 metri di lunghezza in Francia). Dalla legge sono infatti considerati veicoli stradali. I veicoli di Nancy e Caen sono identici, a parte la differenza nella presa di corrente.
|  |  |  |  |

## Caratteristiche veicoli

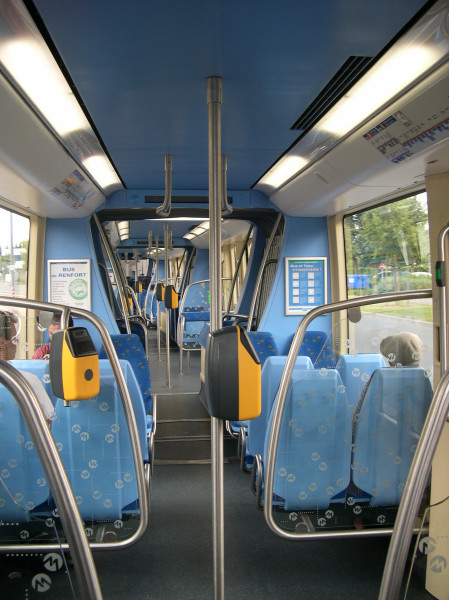
L'interno del GLT di Caen

Comuni a tutte le versioni sono i seguenti dati:
Lunghezza: 24,5 m
Larghezza: 2,5 m
Altezza: 3,38 m
Posti a sedere: 48-55 (a seconda delle versioni)
Massa a vuoto: 27 t
Velocità massima: 70 km/h. 

## Controversie

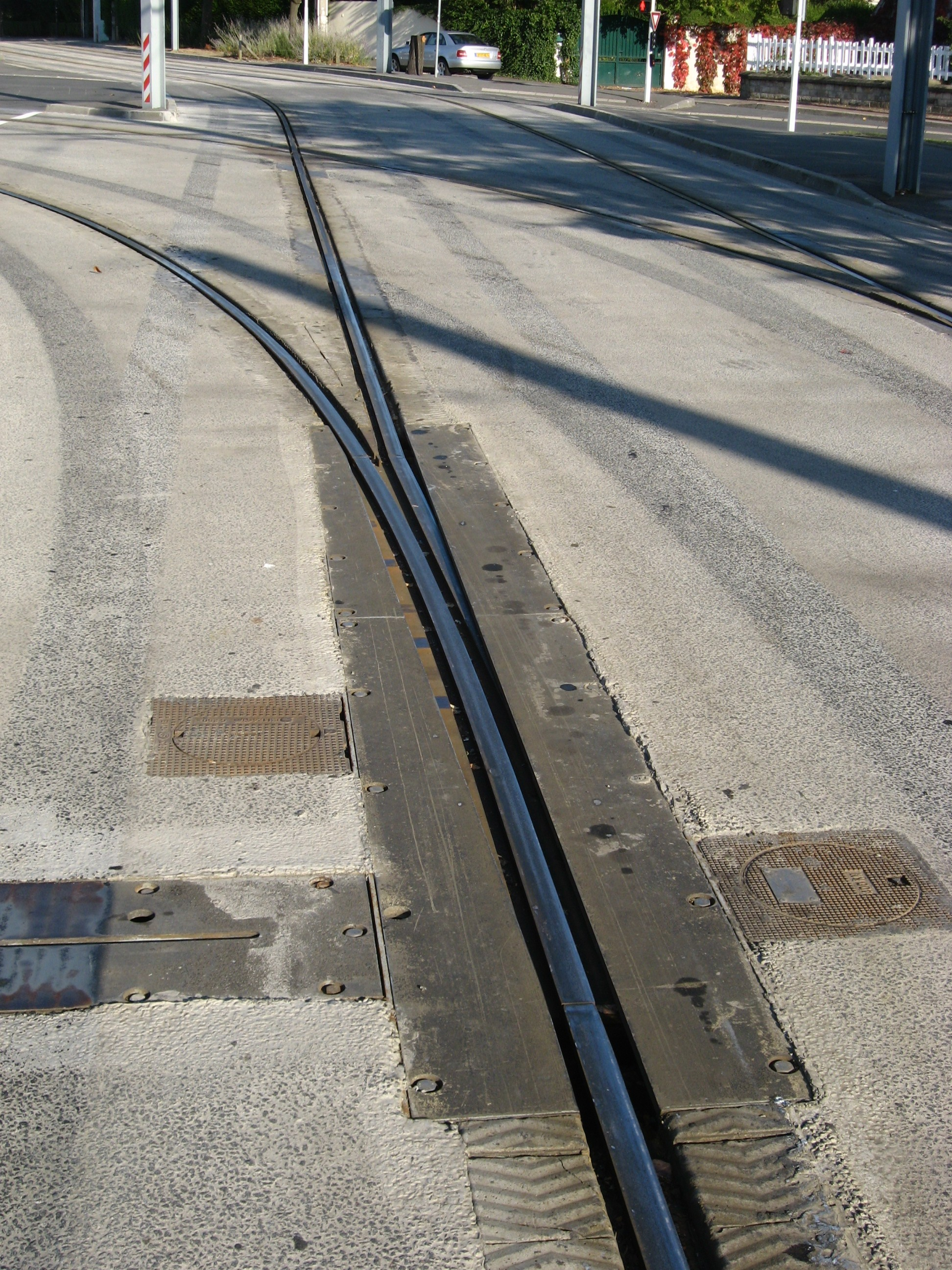
Piste deteriorate a Caen

Un evidente svantaggio del GLT, analogamente al Translohr, risiede nel fatto che è un sistema proprietario, prodotto esclusivamente da un'azienda a cui è necessario rivolgersi nel caso si decida di ampliare la rete e il parco veicoli; ciò impedisce ai gestori di indire appalti aperti a tutti i costruttori di tram e tranvie.
Inoltre siccome le ruote agiscono, in strada, sempre sulle medesime "piste", si produrrà un notevole deterioramento, in tali "piste", della piattaforma; ciò è già stato riscontrato ed ha reso necessarie ampie riparazioni, di costo rilevante per il gestore.
Dal 2003 al 2009 i veicoli sono deragliati complessivamente 10 volte a causa di ostacoli sulla rotaia mentre sono deragliati 8 volte nel passaggio dalla guida vincolata alla guida manuale anche per cause esterne al sistema stesso.
Un rapporto ufficiale del 2010 del Ministero francese ha evidenziato due problematiche dei due sistemi attivi in Francia: una bassa affidabilità e i costi della manutenzione ordinaria superiori al preventivato. Il Ministero ha proposto di ristrutturare pesantemente i veicoli per aumentare la loro vita (comunque inferiore al preventivato) di almeno dieci anni con un costo previsto di 750.000€ per veicolo.

## GLT e Translohr a confronto
Un sistema per certi versi simile al GLT è il Translohr. Entrambi i sistemi sono definiti come tram su gomma in quanto presentano ruote gommate e una rotaia guida. Tuttavia due sono le differenze principali: la disposizione delle ruotine guida metalliche (disposte a 90° per GLT e a 45° per il Translohr) e la possibilità di circolare svincolati dalla rotaia la quale è oggi prerogativa solo del GLT (i primi prototipi di Translohr potevano infatti viaggiare senza guida e a trazione diesel).

Schema del Translohr: la rotaia in verde e le ruote metalliche in rosso
Schema del GLT: la rotaia in verde e le ruote metalliche in rosso.

## Linee
Erano attive due sole linee TVR, entrambe in Francia.

### Nancy

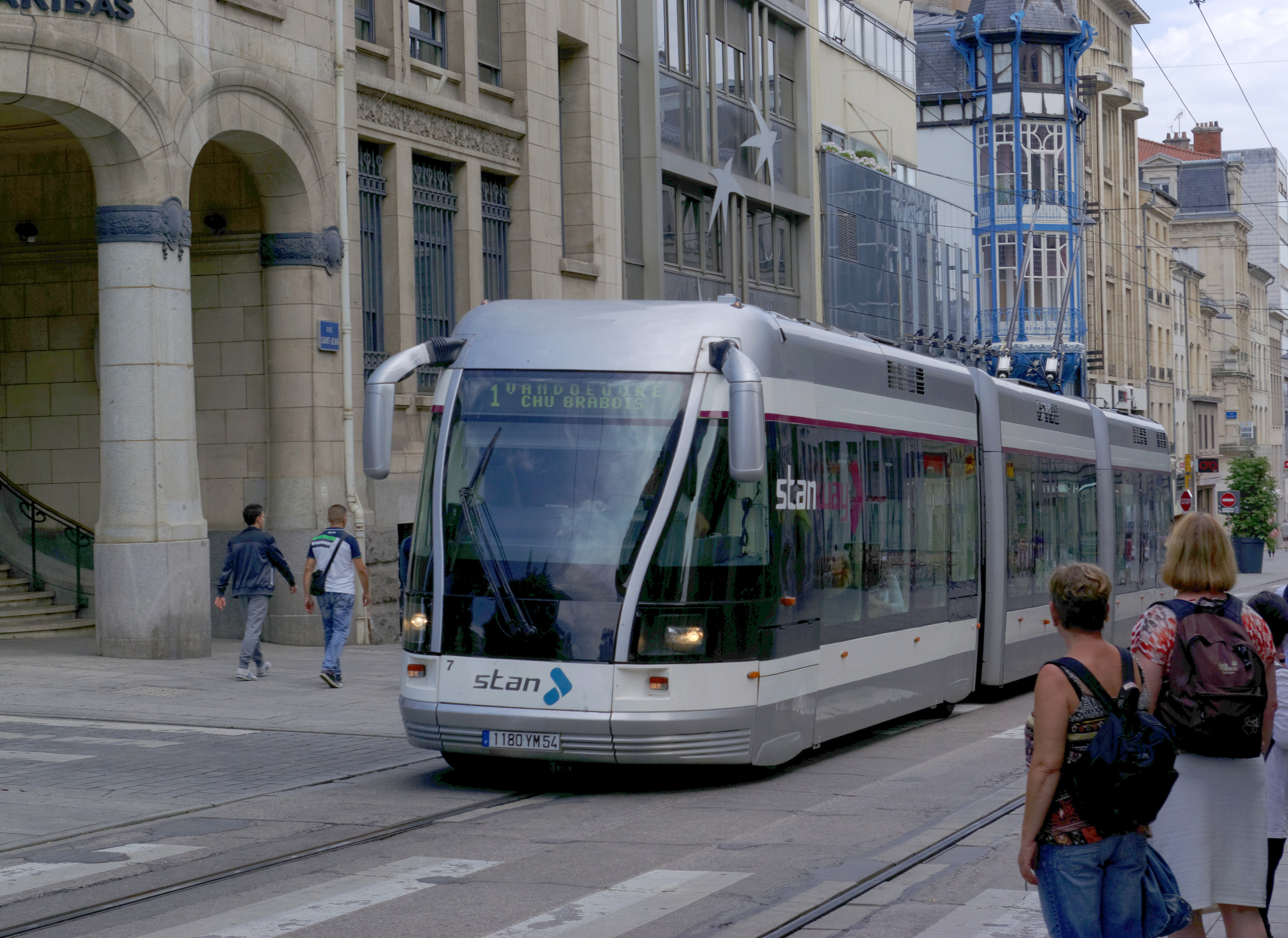
GLT di Nancy

La tranvia è stata aperta nel dicembre del 2000. Tuttavia è stata chiusa per un anno dal marzo del 2001 al marzo del 2002 dopo una serie di incidenti. La rete è stata riaperta con migliorie studiate dalla Bombardier.
Era attiva una sola linea, denominata T1, che percorreva Nancy da est a ovest, gestita dall'azienda STAN.
L'unica linea è stata dismessa il 12 marzo 2023.

### Caen

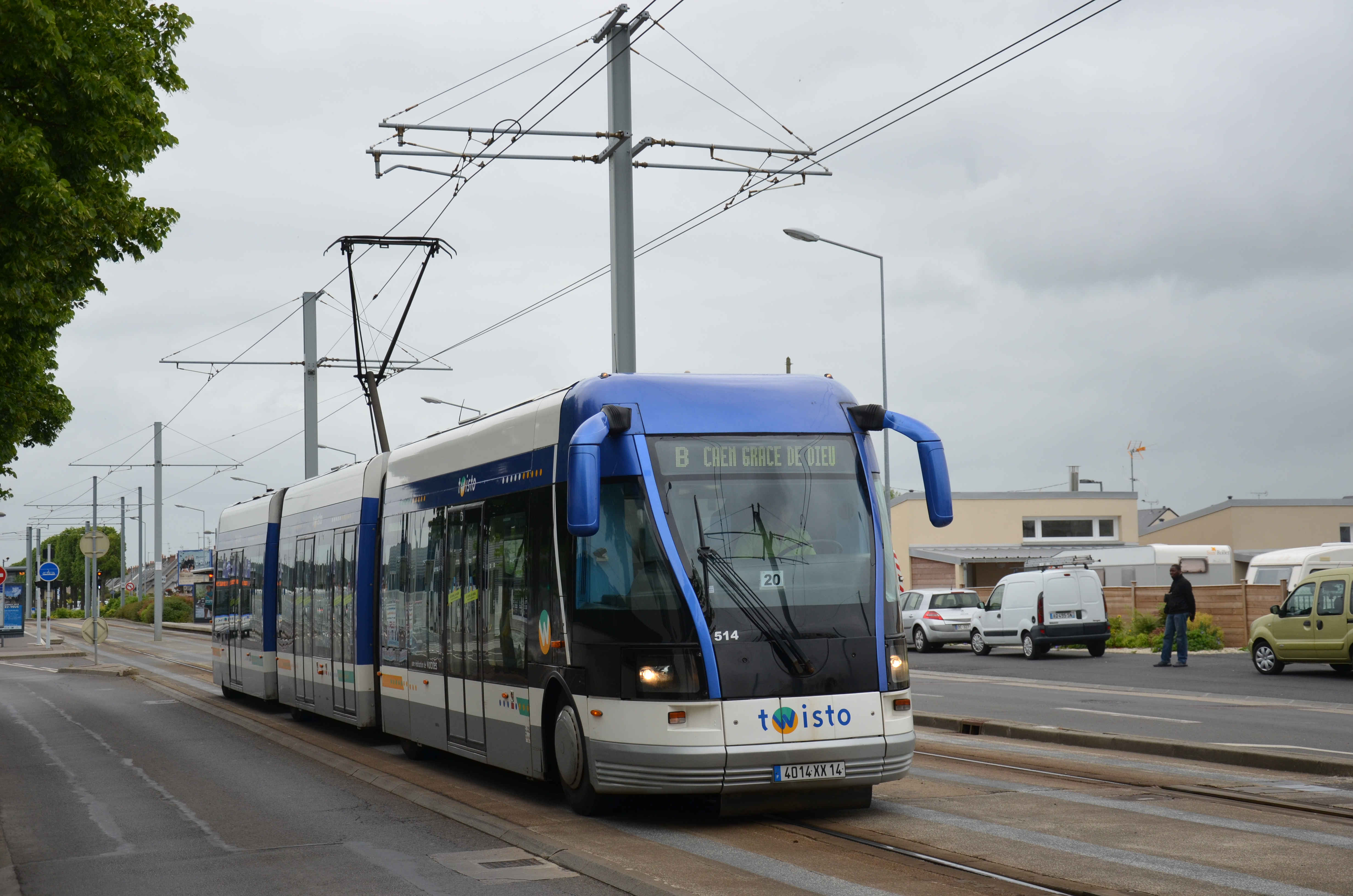
GLT di Caen

La rete è stata aperta il 18 novembre 2002 ed era articolata in una linea con due diramazioni sia a nord sia a sud (linee A e B). Circolavano 24 mezzi GLT e la rete era gestita dall'azienda Twisto.
Lo sviluppo complessivo della rete era pari a 15,7 km.
Caen nel dicembre del 2011 ha deciso di convertire entro il 2018 la linea in una convenzionale linea tranviaria.